# Віч (Дравоград)
Віч (словен. Vič) — поселення в общині Дравоград, Регіон Корошка, Словенія. Висота над рівнем моря: 417,1 м.